# Zlatochvost zlatý
Zlatochvost zlatý (Lamarckia aurea) je nevysoká ozdobná travina, jediný druh monotypického rodu zlatochvost z čeledi lipnicovitých, kde je řazen do podčeledě Pooideae.

## Rozšíření
Rostlina pochází z evropských, asijských a afrických oblastí přiléhajících ke Středozemnímu moři. Zpočátku se do blízkých okolních zemí rozšiřovala sama, později byla jako okrasná travina vysazována téměř v celé Evropě a Americe, v jihozápadní Asii a Austrálii. Tam všude zplaněla, začala se nezávisle na lidech rozmnožovat a stala se součástí domácí flory.
Je to nenáročný druh vyrůstající na vápencovém podloží na suchých loukách, pastvinách, stráních, v křovinách i kolem cest, není mu na obtíž ani kamenitá půda. Je vděčný za teplé a plně osluněné stanoviště s nezamokřenou půdou.

## Popis
Jednoletá tráva vyrůstající v řídkých trsech s vystoupavými až přímými stébly ne delšími než 10 až 25 cm. Stébla jsou porostlá jasně zelenými, plochými, 15 až 20 cm dlouhými a 0,6 cm širokými listy, které jsou na koncích zašpičatělé. Mají drsné listové pochvy, z nichž nejvyšší jsou nafouklé, a 5 až 10 mm dlouhé jazýčky dělené do čárkovitých úkrojků.
Na vrcholu stébla vyrůstá do délky až 8 cm a šířky 2,5 cm klasovitě stažená jednostranná lata; nejdřív je hedvábně se lesknoucí a stříbřitě zelená, později se její barva mění do zlatavé. Na jedné straně vřetene vyrůstají bočně zploštělé fertilní nebo sterilní klásky s krátkými stopkami, jsou smíšeně nahloučeny po dvou až pěti. Plodné klásky (dlouhé 2 až 3 mm) mají po 1 až 2 kvítcích, neplodné (dlouhé 5 až 8 mm) mívají kvítků více. Tenounké plevy jsou čárkovitě kopinaté a na koncích rozeklané. Vejčité, ve dvou protilehlých řadách střechovitě uspořádané pluchy mají dlouhé osiny. V plodných kvítcích jsou 3 tyčinky s prašníky a lysý semeník s dvěma bliznami. Kvete poměrně krátce, ve střední Evropě obvykle rozkvétá v červnu až červenci. Plodem je podlouhlá lysá obilka. Ploidie rodu je 2n = 14.

## Význam
Zlatochvost zlatý se obvykle používá jako nepříliš výrazná letnička na obruby nebo do letničkových záhonů, kde je po odkvětu ještě dlouho ozdobou. Je doporučován i k řezu do malých kytiček, méně vhodný je pro sušení, neboť má krátká stébla a laty se po usušení stáhnou.
V teplých přírodních podmínkách lze semena vysévat přímo na stanoviště, v podmínkách ČR je vhodnější výsev v březnu až dubnu do skleníku a v půli května rychle se vyvíjející sazeničky vysázet na záhon ve sponu 20 × 20 cm. V některých místech severozápadní Asie a Severní Ameriky je zlatochvost zlatý považována za plevel.

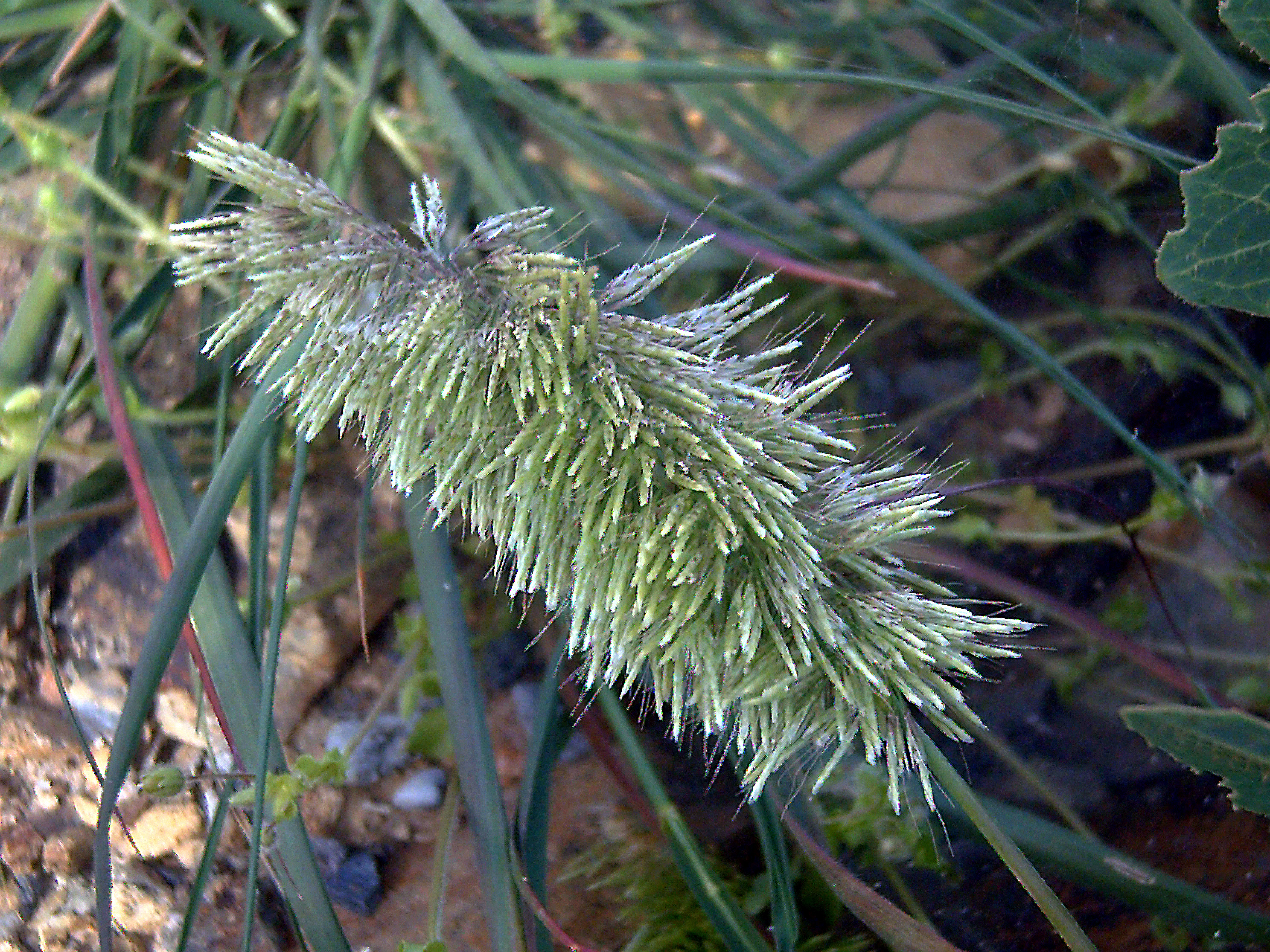
Klas
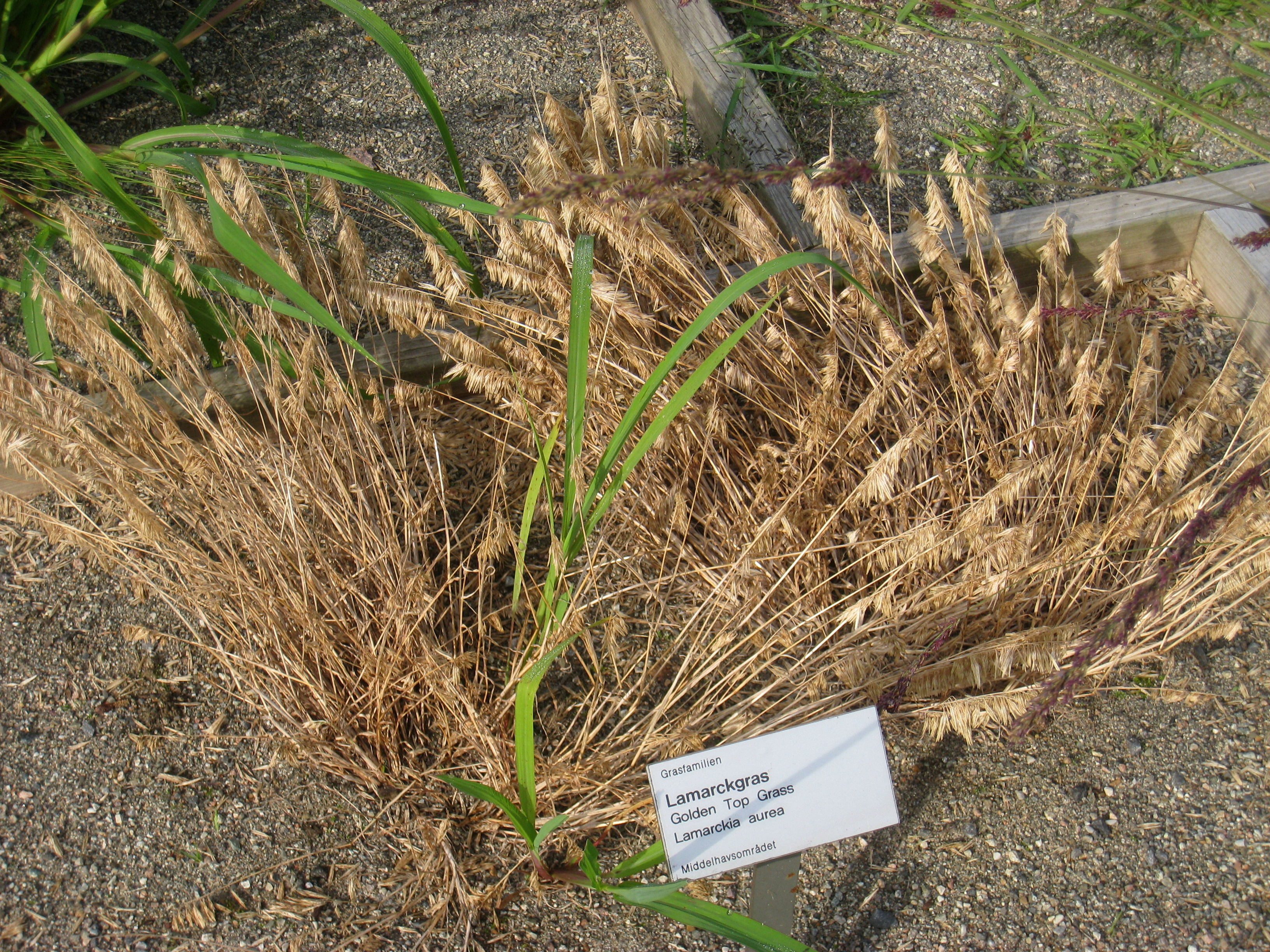
Odkvetlé rostliny